# Povijest pčelarstva
Povijest pčelarstva započinje davno u prošlosti i postoje mnogobrojni dokazi koji govore da je pčelarstvo jedna od najstarijih grana poljoprivrede, mnogo starija od ratarstva i stočarstva, a naročito od voćarstva i povrtlarstva. Loveći životinje i sakupljajući plodove raznih biljaka za svoju prehranu, čovjek je nailazio na šupljine u drveću ili stijenama ispunjene saćem i medom i tako otkrio postojanje pčela i vrlo ukusne hrane - meda. Dolazak do meda u početku je bio vrlo težak, jer pčele su uvijek branile svoje gnijezdo, a tek otkrićem vatre olakšani su pristup pčelinjem leglu i krađi meda. Čovjek u početku nije jeo samo med već i saće s leglom, a kroz vjekove med je postao ne samo hrana nego najveća poslastica i lijek.

## Prapovijest
U nekadašnjim nepreglednim prašumama pčele su nalazile bogatu pašu, a u mnogobrojnim šupljinama stabala i stijena udobna mjesta za leglo i skladištenje dodatne hrane, tako da su se pčelinje zajednice u divljini dosta umnožavale, i pored štete koju im je nanosio čovjek svojom krađom meda. Međutim, nestankom velikih prašuma nestali su mnogobrojni povoljni uvjeti za razvoj pčela, a potrebe čovjeka za pčelinjim proizvodima su rasle. Ljudi su u međuvremenu naučili sami da uzgajaju i umnožavaju pčelinje zajednice, tako da su mogli zadovoljiti svoje potrebe za medom, voskom i drugim pčelinjim proizvodima. Na početku čovjek je pratio pčele koje su se vraćale s paše do njihovog gnijezda, zatim je pazio kada se roje, pa rojeve privlačio u šuplja stabla ili druga pristupačnija mjesta, premazujući ih medom. Kasnije je, da bi mu pčele bile što bliže, a njihovi proizvodi što pristupačniji, sam je počeo da pravi prostrane šupljine u krošnjama živih stabala, stavljajući na njih vrata s otvorom za leto (mjesto gdje pčele ulaze u košnicu), a potom označavajući ih svojim znakom (križom najčešće) da ih drugi ne bi prisvojili. Šupljine iskopane u drveću ljudi su neposredno pred samo rojenje premazivali zapaljenim saćem kako bi miris primamio pčele, pa su rojevi rado naseljavali tako pripremljene prostore. Na ovaj način ostvaren je prvi bliži obostrano korisni dodir u odnosu čovjeka i pčela, to jest bio je pripremljen "smještaj" za pčele i počelo se razvijati šumsko pčelarenje. Takvo pčelarenje je bilo najrazvijenije na prostoru današnje Rusije, jer su tu vjerojatno i uvjeti bili najpovoljniji.
Najstariji dokaz o odnosu između čovjeka i pčele dolazi iz mlađeg kamenog doba ili neolitika (5 000 do 7.000. pr. Kr.) iz pećine Cuevas de la Araña koje se nalazi u Španjolskoj u blizini Valencije. Slika iz špilje prikazuje čovjeka s posudom koji iz pukotine u stijeni rukom uzima saće. Pčele lete oko njega u koncentričnim krugovima i udaljavaju se jer on koristi dim kojim ih tjera. On je lovac na med, lik koji postoji još i danas u nekim starijim narodima. Vjerojatno čovjek sa slike skuplja pčelinja društva iz šupljina te ih tako prenosi i postavlja u neposrednoj blizini kuće.

## Drevne civilizacije
Kada su iskrčene stare šume i stvorena prva stalna ljudska naselja, pčele su prenesene iz šuma i uzgajane u izdubljenim panjevima - dubina (ul, dub, panj). Kasnije, čovjek je počeo da pravi pletene košnice od pruća (pletara), obljepljujući ih mješavinom izmeta, gline i piljevine, ili samo od slame, dok je u kamenitim krajevima pravio primitivne košnice u stijenama. U Sudanu, Egiptu, u zemljama Bliskog istoka i Male Azije, gdje nema šuma ni pogodnih pećina, pčele su prvobitno živjele u izdubljenoj zemlji, a ljudi su kasnije počeli da prave košnice od ilovače. Tako su stvoreni prvi primitivni pčelinjaci, a čovjek je sve više koristio proizvode pčela, ali uz stalnu brigu da svojim djelovanjem što manje naškodi pčelinjoj zajednici.
Vjerojatno su drevni Egipćani prvi razumjeli važnost smještaja pčela u košnice. Oko 2 600. pr. Kr. pojavile su se prve košnice izrađene od isprepletenih grana i trske obloženih blatom, cilindričnog oblika, postavljale bi se jedna pored druge kako bi se lakše kontrolirao uzgoj pčela. Prakticiralo se seleće pčelarenje uz cijelu dužinu rijeke Nil. Cijelo seljenje trajalo je 3 mjeseca seleći iz mjesta u mjesto prateći cvjetanje. Svaki narod razvio je vlastiti način gradnje košnica, ponekad su se koristili predmeti izgrađeni za druge namjene, a zatim prilagođeni za potrebe pčelarstva. Na Bliskom istoku omiljene su bile posude od pečene zemlje (terakote), u srednjoj Europi udubljeni trupci, a drugdje posude od slame i trave obložene glinom. Pisana svjedočanstva govore da su Sumerani koristili med u kozmetici još od 2 000 do 3 000. pr. Kr. Asirci i Babilonci koristili su med za liječenje upala (infekcija) kože, očiju, genitalija, probavnog sustava, a s medom i voskom su masirali tijela pokojnika. Kelti su ga koristili u obredima ukopa dok je za Etruščane predstavljao dragocjeni zavjetni dar.

### Antička Grčka
Stari Grci su prikazivali med kao proizvod duge i zvijezda te mu dali božansku komponentu i smatrali ga hranom bogova. Tadašnje ljudsko uvjerenje bilo je da se bogovi hrane nektarom i ambrozijom te u naletu velikodušnosti, pošto nisu mogli podariti besmrtnost ljudima, kako bi ih utješili za njihov nepovoljni položaj, omogućavali su im da troše med koji je padao na zemlju s njihovih bogatih stolova. Također se vjerovalo da je med snažan eliksir mladosti i bio je bitan dio obroka kod sportaša koji su se natjecali na Olimpijskim igrama.
Prvi pisani podaci vezani za pčelarstvo starog antičkog doba dolaze iz 776. pr. Kr., iz vremena pjesnika Homera i Hesioda. U "Odiseji" Homer navodi neke pojedinosti o medu, a u "Ilijadi" uspoređuje mnoštvo ljudi s pčelinjim rojem. Hesiod u svojim pjesmama opisuje trutove kao parazite koji žive na račun vrijednih pčela, ali ništa ne govori o pčelarenju. Tek iskopine na prostoru Akotire i Santorina otkrivaju da su košnice iz Homerovog i Hesiodovog doba bile pletene, koje su podsjećale na ribarske košare od pruća. Nešto kasnije pojavile su se glinene košnice, o čemu svjedoči i dijalog u Aristofanovom djelu "Zolje", gdje pisac iznosi sumnju u Lahetovo siromaštvo govoreći da su Lahetove glinene košnice bile "pune novca". Da je pčelarstvo u Atici bilo razvijeno, može se naslutiti i iz Solonovih zakona kojima je bilo predviđeno da jedan pčelinjak mora biti udaljen od drugog najmanje 300 stopa (oko 100 metara). 
Osim Homera i Hesioda, o pčelama i pčelarstvu pisali su Anaksagora i Ksenofont, a u 5. stoljeću pr. Kr. Aristotel i njegov suvremenik Teofrast. Aristotel je bio prvi koji je znanstveno proučavao razvoj pčela i prvi koji je primijetio da pčele u pašno doba najčešće posjećuju istu vrstu cvijeća. Do kraja srednjeg vijeka njegovi spisi bili su jedini izvor podataka na tu temu. I stari Grci obavljali su seleće pčelarstvo, krećući iz jedne u drugu regiju vođeni cvjetanjem bilja. U antičkoj Grčkoj pčelarilo se ne samo da bi se dobivao med već i radi proizvodnje voska i propolisa koji su zajedno s medom korišteni kao lijek. Osim toga uređenje pčelinjeg društva služilo je nekim vođama toga doba kao primjer da tako pokušaju urediti i neke gradove.

### Antički Rim
I u Rimu pčelarstvo je bilo dobro razvijeno kao i u Grčkoj. U 2. stoljeću pr. Kr. o pčelama u svom djelu "Georgike" govori Vergilije, a njegov suvremenik Nikandar Kolofonijski piše knjigu o pčelarstvu koja, nažalost, nije sačuvana. Varon 116. pr. Kr. u svojoj knjizi "Res rustica" u jednoj glavi govori o pčelarstvu. Tu opisuje košnice koje su bile duge 3 a široke 2 stope. Plinije Stariji u svojoj knjizi "Povijest prirode" govori o pčelarstvu i izučavanju pčelinjeg života, pominjući da su neki poglavari na svojim imanjima postavljali providne košnice, napravljene od stakla, koje su im koristile za proučavanje i otkrivanje životne tajne pčela. U Rimskom carstvu također nalazimo važne studije o pčelama i pčelarstvu. Plinije Mlađi prvi izdaje 79. "Povijest životinja" gdje često piše o pčelama i pčelinjaku. Pouzdano znamo da je pčelarstvo u Rimljana bilo jako razvijeno, izvodili su umjetno rojenje, izrađivali su košnice i uvodili su nove tehnike pčelarenja.
Rimski književnik Kolumela (Lucije Junije Moderat Kolumela), koji je bio agronom, po ugledu na grčke književnike napisao je prvu rimsku knjigu o pčelarstvu. U knjizi se spominje kuga pčelinjeg legla, koju je prvi opisao Aristotel. Kolumela dalje u svojoj knjizi navodi kako su Aristomah s Cipra i Feliki s otoka Tales pisali knjigu o pčelinjim bolestima, preporučujući metode borbe protiv truleži legla, dizenterije pčela i tako dalje. Rimski pjesnik i pčelar Publije Vergilije Maron u dijelu "Georgike" piše o pčelarstvu, organizaciji pčelinjaka i pčelinje flore. To je prvi pravi znanstveni rad o pčelarstvu koji će biti u primjeni i od koristi do srednjeg vijeka. Rimljani su koristili med za razne terapije, u kozmetičke svrhe i u kuhinji, u tolikoj mjeri da je smatran bitnim sastojkom hrane svakog obroka.

### Ostali antički svijet
Pčelarstvo se počelo razvijati i u ostalim dijelovima starog svijeta. Tako su arheolozi na Pirinejskom poluotoku našli urezan crteže na stijenama, u takozvanoj Paukovoj pećini u blizini Bicorpa kod Valencije (Španjolska). Prve dokaze o pčelarstvu u sjeverozapadnom dijelu Europe iznio je grčki pomorac i geograf Piteja koji je živio u Marseilleu, grčkoj koloniji iz 4. stoljeća pr. Kr. Piteja ističe kako su stanovnici s područja današnje Njemačke i Danske pravili napitke od meda. Mnogobrojni arheološki nalazi govore da je pčelarenje u zemljama sjeverozapadne Europe bilo dobro poznato još u antička vremena. Tako su arheolozi u mjestu Ektavi na Jyllandu u Danskoj otkopali grob jedne žene, starosti 1 500 godina pr. Kr., u kojem su između ostalog pronašli jednu čašu od brezove kore u kojoj su otkriveni ostaci medovine, koja je bila smjesa meda i ekstrakta cvijeta jagode i lipe. Još je Plinije Mlađi u 1. stoljeću zapisao kako je na svojim putovanjima vidio u predjelima na obalama Rajne ogromne košnice, veličine čak od osam stopa (2,4 metra).
U Indiji osim simboličkih značajki, med se smatrao afrodizijakom u tolikoj mjeri da je bio glavni sastojak ljubavnih eliksira. U raznim kulturama kroz povijest, med se koristio u vjerskim obredima. Zato nije slučajnost da ga "Kuran" spominje kao simbol ozdravljenja, kako duhovnog tako i materijalnog. Od 1448. do 1482. godine drevni narod Inka davao je danak u medu i vosku europskim osvajačima. Širenje pčelarstva s ciljem dobivanja meda i voska, dva vrijedna pčelinja proizvoda, jedan u prehrani drugi bitan za proizvodnju svijeća, brzo se proširilo u svim narodima.

## Srednji vijek
U srednjem vijeku pčelarstvo, iako je bilo primitivno, ipak se neprekidno razvijalo, što se ogledalo u stalnom povećavanju broja pčelara i košnica širom feudalne Europe. Za potrebe plemstva pčelarili su za to određeni kmetovi s tradicijom, postupnim razvojem civilizacije i svih njenih doprinosa razvijalo se i pčelarstvo. Tako je u 18. stoljeću u Europi s razvijenom manufakturnom proizvodnjom i trgovinom sve više proizvoda je uključivano u promet. Med je bio jedan od izuzetno traženih proizvoda, jer proizvodnja šećera nije bila poznata. Zato su vladajući krugovi u to vrijeme od naroda tražili da se što više bave pčelarstvom. U tome je najdalje otišla austrijska carica Marija Terezija Austrijska. Za vrijeme njene vladavine izdan je propis o pčelarstvu poznat kao "Patent o pčelarstvu", a u Beču se pod rukovodstvom Slovenca Antona Janše osniva prva pčelarska škola. Tokom 19. stoljeća došlo je do izuma i usavršavanja košnica s okvirima, što je bilo izuzetno značajno za daljnji razvoj pčelarstva. U tom smislu su naročito velike zasluge Prokopoviča, Dzierzona i Langstrotha, dok u isto vrijeme Mehring patentira prešu za izradu osnova saća, a Hruscha pčelarsku centrifugu (vrcaljku) za izvlačenje (vrcanje) meda. Svi ovi izumi udarili su temelj za razvoj modernog pčelarstva i znanosti o pčelarenju.
Važnost meda u prehrani ostaje nepromijenjena tijekom srednjeg vijeka, sve do pojave šećera sredinom 18. stoljeća, kada se saznalo da iz šećerne trske možemo dobiti zaslađivač, tržišno gledano, jeftiniji od meda. To je bio veliki pad u korištenju meda, kojeg je ubrzo zamijenio šećer, a pogotovo kada se počeo proizvoditi iz šećerne repe gdje je isplativost bila još veća. Tijekom srednjeg vijeka pa sve do 18. stoljeća pčelarstvo nije puno uznapredovalo, osim nekih zakonodavnih mjera nije postojao nikakav tehnološki razvoj u smislu proizvodnje košnica ili proučavanja pčela. Krajem 18. stoljeća razvoj pčelarstva poprima novi zamah pronalaskom mikroskopa.
Nizozemski biolog Jan Swammerdan (1637. – 1680.) otkriva niz bioloških noviteta kod pčela, dvostruki želudac, žalac, živčani sustav, srce, ticala (antene), oči, duple jajnike i mnoštvo jajovoda kod matice. Francuski znanstvenik R. A. F. de Réaumur (1683. – 1757.) u potpunosti opisuje povijest pčela u knjizi "Povijest insekata". Švicarski prirodoslovac François Huber (1750. – 1831.), iako slijep od svoje 15.-te godine, uz pomoć supruge i sluge uspijeva izgraditi prvu košnicu s pomičnim saćem. Otkriva oplodnju matice i nastanak voska iz voštanih žlijezda. Sav znanstveni rad i temelje spoznaje života pčela objavljuje u knjizi Nova zapažanja o pčelama (fra. Nuvelles osservations sur les abeilles, 1792). Huberov znanstveni rad usavršio je američki svećenik L. L. Langstroth (1810. – 1895.), koji je 1851. izumio modernu košnicu s pokretnim saćem. Njegova knjiga "Pčela i košnica" je klasika i današnjeg pčelarstva. Langstroth drži se za oca američkog pčelarstva. Košnica, koju je on izradio u pretprošlom stoljeću, imala je i neke suvišne dijelove, zato je Amos Root (1839. – 1923) istu preradio i uklonio sve nepotrebne dijelove. Godine 1889. počela je masovna proizvodnja. Ipak su zadržali Langstrothove mjere okvira i vanjske mjere nastavka, a nakon tih inovacija zadržala je ime Langstroth-Rootova košnica ili LR košnica. Od sredine 19. stoljeća, metode i tehnike Langstrotha, proširile su se cijelim svijetom. Posljednje značajno otkriće u području pčelarstva je ostvario major F. Hruschka (1819. – 1888.), koji je 1865. izumio vrcaljku koja je omogućila vrcanje meda bez uništavanja saća.

### Pučko pčelarstvo
I naši preci, stari Slaveni, gajili su u svojoj prapostojbini pčele, koristili med u ishrani i od meda proizvodili čuvenu medovinu za okrepljenje. Po doseljenju na Balkanski poluotok, Slaveni su nastavili da se bave pčelarstvom, s tim što su s primanjem kršćanstva osnažili su takozvano samostansko pčelarenje, koje je bilo jezgra našeg pčelarstva, odakle se sve više širilo, jer su se pored svećenika pčelarstvom počeli baviti plemići i seljaci na svojim imanjima. U hrvatskoj folklornoj tradiciji uvriježen je bio poseban odnos prema pčeli. Smatralo ju se Božjim stvorenjem, koje ne ugiba poput drugih domaćih životinja, već umire. Pčelarstvo je bilo obilježeno i mnogim postupcima magijskoga značenja. Vjerovalo se da će pčelara pratiti sreća ako jedan roj dobije na poklon, drugi nađe, a treći ukrade; da će pčele biti zaštićene od djelovanja zlih sila ako se na pčelinjak stavi životinjska lubanja, kosti ili rog; da će rojenje biti uspješnije i brže ako pčelarova žena sjedne golim tijelom na zemlju, i slično. Iz tradicijskih košnica (rađenih u obliku valjka, stošca, sanduka i zvona), med se dobivao tako da su se pčele morale usmrtiti (najčešće gušenjem dimom), a med iz saća iscijediti rukama ili posebnim cjedilima. Med je bio omiljen u tradicijskoj prehrani, u prvom redu kao sastojak u pripremi kolača i napitaka. Dobiveni vosak otapao se vrućom vodom i tiještio u drvenom tijesku, a upotrebljavao se za izradu domaćih svijeća te u pučkoj medicini i veterini.

## Suvremeno pčelarstvo
U suvremenom pčelarstvu upotrebljavaju se dva osnovna tipa košnice: lisnjače i nastavljače. Lisnjača je košnica od jednoga dijela i otvara se sa stražnje strane. Ne može se proširivati ni smanjivati, to jest prilagoditi veličini zajednice ili veličine paše. Vodoravnom matičnom rešetkom podijeljena je na dva dijela. Kod nas je lisnjača zastupljena tradicionalnom košnicom tipa Alberti-Žnidaršić (AŽ košnica). Pogodnost je te košnice mogućnost ugradnje u zidove nepokretnih ili pokretnih paviljona. Nastavljače imaju najmanje dva nastavka postavljena okomito; u donjim je dijelovima plodište, odnosno pčelinje leglo, a u gornjima su zalihe meda (medište). Nastavljače su u Hrvatskoj zastupljene najčešće Langstroth-Rootovom košnicom (LR košnica), a rjeđe Dadant-Blatovom košnicom (DB košnica).
U Hrvatskoj postoje povoljni uvjeti za razvoj uspješnog pčelarstva, jer su naša područja bogata raznovrsnim medonosnim biljem na prirodnim livadama, u šumama, na velikim krškim i poljoprivrednim površinama. Raznolikost područja osigurava stalnu pčelinju pašu, to jest cvatnju medonosnoga bilja u različito doba. Osim nepokretnih pčelinjaka postoje i pokretni pčelinjaci, koji se sele na nekoliko paša godišnje. Pčelinje paše dijele se na nektarne paše i mednu rosu (medljiku). Najpoznatije su nektarne paše: uljana repica, voćke, bagrem, lipa, livade, pitomi kesten, majčina dušica, suncokret, metvica, vrijesak, ružmarin, lavanda i kadulja. Medna rosa velika je količina izlučina lisnih i štitastih uši na lišću šumskoga drveća i grmlja na kojem parazitiraju, a pčele ju skupljaju. 
U prehrani ljudi med ima veliko značenje, a sve više se koriste i matična mliječ, pčelinji otrov, propolis i pelud kao pomoćna ljekovita, kozmetička i toaletna sredstva. Danas (2006.) u Hrvatskoj ima oko 6 000 pčelara, organiziranih u 87 pčelarskih udruga, te približno 300 000 košnica. Prosječan godišnji prinos kod nepokretnoga pčelarenja iznosi oko 10 kilograma meda po košnici, u dobroj pašnoj godini 30 kilograma, a kod pokretnoga pčelarenja i do 100 kilograma po košnici.
Tijekom Drugog svjetskog rata znatan broj košnica je uništen, ali je poslije rata zahvaljujući organiziranom naporu, šteta otklonjena i pristupilo se uvođenju suvremenih metoda pčelarenja. Međutim, zamjena primitivnih košnica suvremenim išao je dosta sporo kod naših pčelara, pa je i proizvodnja meda bila dugi niz godina ispod stvarnih mogućnosti. Ipak, uz velike napore značajno je promijenjen odnos primitivnih i modernih košnica u korist modernih, a uvođenjem takozvanog selećeg pčelarstva, koje je podrazumijevalo organizirano odvođenje čitavih pčelinjaka na sezonske paše ili prezimljavanja, proizvodni rezultati su značajno poboljšani, ali gledano prema svijetu ipak su bili skromni, tako da je prosjek proizvodnje meda iznosio od 10 do 15 kilograma po košnici. To je dovelo do toga da smo imali, a i sada imamo, dosta nisku kulturu upotrebe i malu potrošnju meda po stanovniku u odnosu na razvijene zemlje u svijetu.